# Geert Jansen (politicus)
Geert Jan Jansen (Norg, 7 november 1946) is een Nederlands politicus.

## Biografie
Jansen studeerde rechten aan de Universiteit Utrecht. Daarna begon een voornamelijk ambtelijke loopbaan. Zo was hij hoofd algemene zaken bij de gemeente Vorden, lid van het College van Bestuur van de Universiteit Leiden en directeur-generaal openbaar bestuur bij het ministerie van Binnenlandse Zaken. Ook was hij enige tijd voorzitter van het KAN-gebied (Knooppunt Arnhem-Nijmegen).
In 2002 werd Jansen, die lid is van het CDA, benoemd tot Commissaris van de Koningin in de provincie Overijssel. In mei 2010 kondigde hij zijn vertrek aan om, naar eigen zeggen, de provincie de tijd te geven een opvolger te vinden, die dan zou zijn ingewerkt voor de Statenverkiezingen van maart 2011.
In 2011 werd hij bij de Eerste Kamerverkiezingen op een onverkiesbare plaats op de CDA-lijst gezet.
In 2012 was Jansen voorzitter van een onafhankelijke commissie die de asbestaffaire in Kanaleneiland (Utrecht) onderzocht. Ook was hij informateur in Amersfoort, nadat het college van burgemeester en wethouders was gevallen. De gemeenteraad legde zijn voorstel om een minderheidscollege samen te stellen naast zich neer.
- Parlement.com: vg9fgopu5lza